# Janko Jezovšek-Jizou
Janko Jezovšek-Jizou (früher Janko Jezovšek, * 28. Februar 1945 in Maribor, Untersteiermark) ist ein in Neuberg (Hessen) lebender Komponist, Pädagoge, Verleger, Herausgeber, Veranstalter und Aufführender seiner Werke.
Er arbeitet hauptsächlich mit seinen mechanischen Musikautomaten, der von ihm selbst entwickelten Lochomotive, einer Musikspieldose mit Papierlochstreifen, und der mechanischen Tonfilm-Maschine, der Kino-Lochomotive, vor allem für und mit Nicht-Musikern, Theater- und Puppenspielern, Tänzern und jenen, welche sich für unmusikalisch halten.
Jezovšek-Jizous schöpferisches Werk kann als künstlerisch-pädagogische Bildung für jedermann bezeichnet werden: angefangen von mechanisch-multimedialen Workshops, Kompositionswerkstätten, Konzerten, Fortbildungen für Erwachsene bis zu internationalen Akademien der Kindheit und der Kreativität.
Während der Schulzeit entstehen seine ersten Lieder, Chöre und Instrumentalkompositionen, sowie das nach Ansicht des Komponisten wichtigste Werk »Das Bächlein«. Ab 1963 Studium von Komposition (Milko Kelemen) und Dirigieren in Zagreb. Mit Silvio Foretić leitete Jezovšek das erste Ensemble für zeitgenössische Musik auf dem Balkan. 1965 setzte er sein Studium mit Sologesang (Helmut Krebs) und Elektronischer Musik (Herbert Eimert) in Frankfurt und Köln fort.
Mit seinem Musiktheater opera mobile wirkt er europaweit, schwerpunktmäßig im deutschsprachigen Raum. Er initiierte kreative Festivals in Deutschland, Österreich und Slowenien, u. a. für Kammervokalmusik schola cantorum in Hugo-Wolfs-Geburtsstadt Slovenj Gradec; laboARTorium am Internationalen Jugendkulturzentrum Bayreuth; sang&klang – Pfingstmusiktage im hessischen Lauterbach; Kinder-Familien-Festwochen im Stubaital/Tirol und in Neuberg/Mürz.

## Werke
- Vorsicht, Noten! Ein Komponist packt aus (1945–2045): Gesprächgesang mit dem Publikum – Musikkabarettissimo
- Wir sind das Orchester, 1957: „Das Bächlein“ – eine Heile-Umwelt-Symphonie, UA Kasino-Saal des Theaters Maribor
- Skazinir-Razjaromir, 1960: Romantische Jahrmarkts-Kartoffeltheater-Räuberritter-Opernparodie/Oper zum Selbermachen, UA TAMS-Theater München 1976
- Klangschaffen/Soundscapes/Zvokrajine/Zvukobrazi, seit 1963
- Requiem, 1963: für 6 Solostimmen, 3 Trompeten, Klarinette und Orgel, UA am 17. August 1963 in der Domkirche zu Maribor
- Halbes Präludium für Tonband, 1964
- Requiem Ivana Juzusa, 1965–1974: UA am 6. Mai 1965 im Konzertstudio Istra, es dirigierten Silvio Foretiæ und Janko Jezovšek
- Hässliches Eentlein oder Dad Schwanenei, 1966: Tiermärchen-Pantomime-Tonmalerei in vier Jahreszeiten nach H. C. Andersen aber ohne Worte, UA Schauspielhaus Frankfurt/Main 1966, Fernsehproduktion RTV Ljubljana
- Musik für Dore Hoyer, 1967: letzte Choreographien der großen Ausdruckstänzerin, UA Theater des Westens Berlin
- Musik für Yuriko Kikuchi, 1967: Internationale Akademie des Tanzes Köln
- Musik für Iris Scaccheri, 1968: Dore Hoyer in memoriam
- Tempelreinigung? Kirchenmusikalisches Theater, 1968: UA Hochstädter Kirche
- Balkanal, 1969: Synthetisches Volksoratorium (mit Silvio Foretić)
- Kreuzweg, 1969: UA Alte Nikolaikirche Römerberg Frankfurt/Main
- Carmilhan, 1969–1975: Quadrophonische elektronische Hirn-Oper nach W. Hauff für einen atmenden Menschen, UA Steirischer Herbst Graz 1975
- Jesu Geburt, 1971: Weihnachts-Mikrooratorium für Soli, Chor und Obligati
- Spevi – Gesänge – Songs, 1974: Schola cantorum Slovenj Gradec, Synthetische Komposition
- Mozartyrium, 1975: Fiktive Messe für Klavier, Soli, Chor und Orchester, UA Mozarteum Salzburg
- Bunker Bio-Oper, 1984: Physiotherapeutisch-medizinische Überlebens-Auseinandersetzung eines nach dem letzten Atomkrieg übriggebliebenen Menschen, UA Festival der zeitgenössische Kammermusik Radenci
- Zauberspiegel oder Die Schneekönigin: Pantomime nach H. C. Andersen
- Kaspar kommt nie wieder: Totales Figurentheater
- Nebelpsalter: ein kirchenmusikalisches Hörbarium nach Texten von Meinhard Ansohn, Bertolt Brecht, Walter Jens, Reiner Kunze, Kurt Marti, Fritz Julius Rohrer, Jürgen Spohn, Rudolf Otto Wiemer, Hildegard Wohlgemuth und Lothar Zenetti, EA Peterskirche Frankfurt
- Crepitaculum 8 Szenen aus dem Kinderzimmer, 1978: Konkurrenz, Aggression und Gewalt im Sandkasten, UA mit Simone Rist in Hannover
- Märchenwald, 1983: Gesamtkunststückwerksingspielpuzzle, EA Fulpmes
- Mein liebstes Spiel, 1984: Psychodrama aus dem Kinderzimmer, EA Fulpmes
- Martin Krpan, große Volksoper eines kleinen Volkes, 1985: UA Fulpmes
- Unendliche Symphonie für beliebige Stimmen und/oder Instrumente
- Mondhaus – Zweiundfünfzig Schritte, 2006: Haiku von Ulrike Dietrich v. Siebenstern, UA Rüdigheimer Kirche